# Украинская академия банковского дела
Украинская академия банковского дела Национального банка Украины (укр. Українська академія банківської справи Національного банку України) — государственное высшее учебное заведение Национального банка Украины IV уровня аккредитации, основано в 1996 году, расположено в городе Сумы.

## История

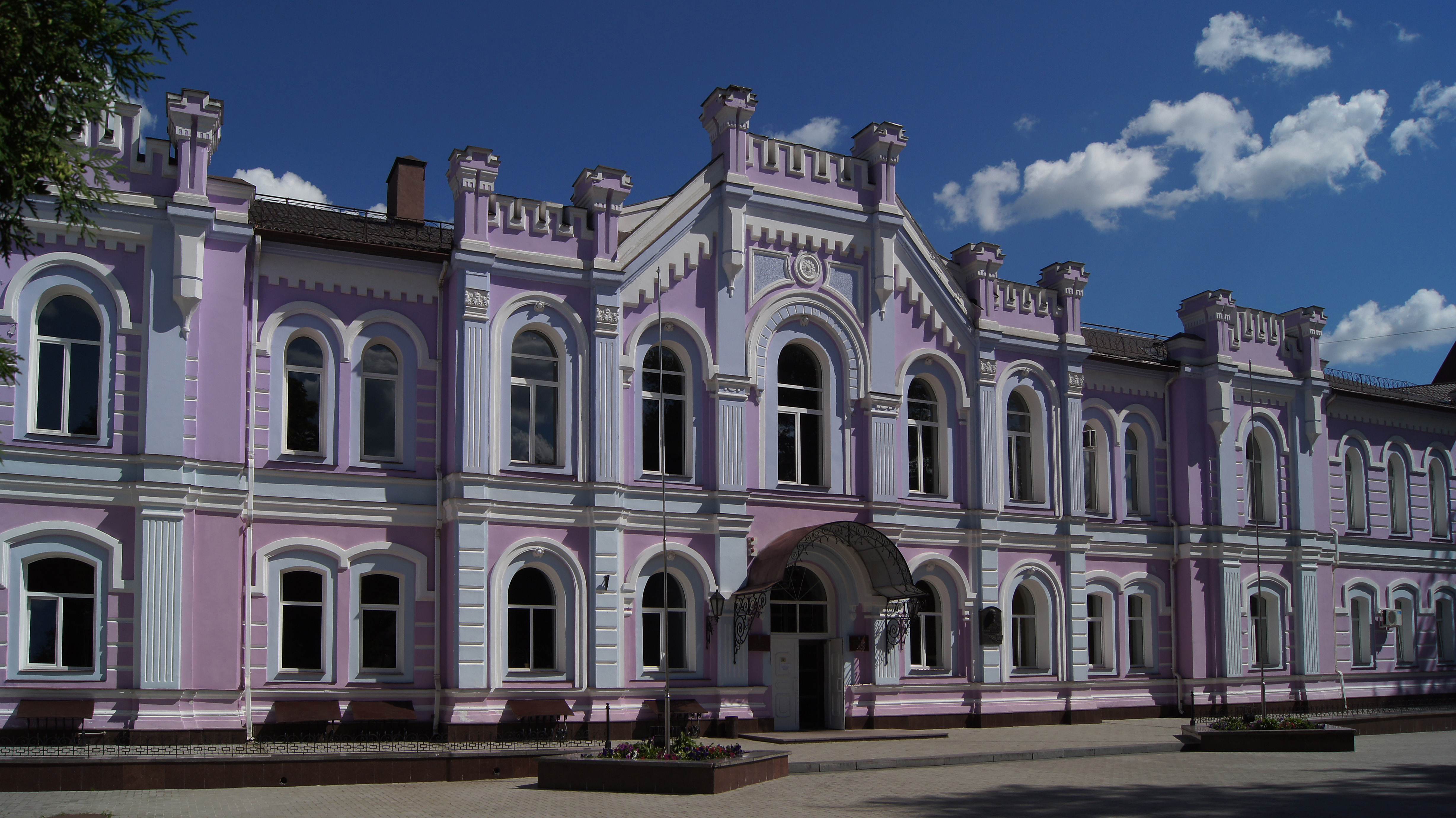
Первый учебный корпус УАБД НБУ на Соборной

В феврале 1996 года было подписано Постановление Кабинета Министров Украины о создании Украинской академии банковского дела в городе Сумы.
В 2015 году ведомственное учебное заведение было передано в ведение Министерства образования и науки Украины. 
В 2016 году учебное заведение путём реорганизации было присоединено к Сумскому государственному университету.

## Рейтинги

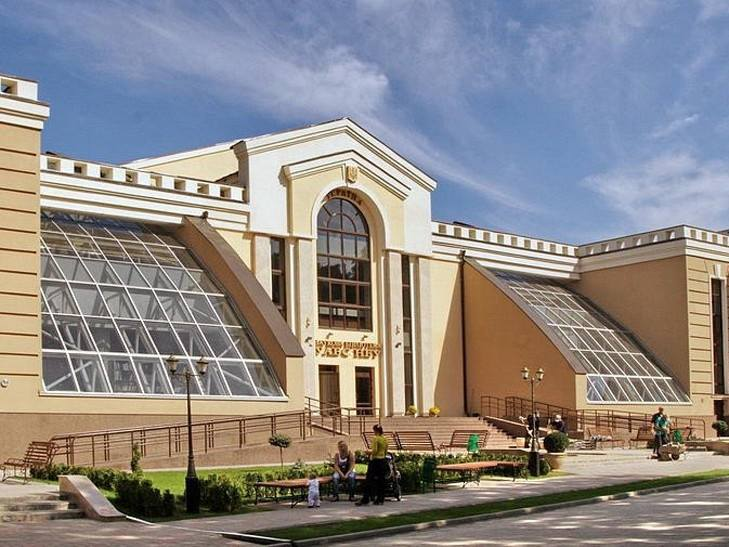
Научная библиотека УАБД

В 2014 году агентство «Эксперт РА», включило ВУЗ в список лучших высших учебных заведений Содружества Независимых Государств, где ему был присвоен рейтинговый класс «Е».

## Структура
В структуру академии входят следующие факультеты:
- факультет банковских технологий;
- учётно-финансовый факультет;
- юридический факультет.